# Georg Mierdel
Georg Mierdel (Rathenow, 5 de março de 1899 — Dresden, 29 de junho de 1987) foi um físico alemão.

## Obras
- Der elektrische Strom im Hochvakuum und in Gasen (1943)
- Aufgaben zur Theoretischen Elektrotechnik (1959)
- Selengleichrichter (1959)
- Handbuch der Elektrotechnik (1963)
- Elektrophysik (1968)
- Was ist Plasma? (1973)